# Regimentul 8 Vânători (1916-1918)
Regimentul 8 Vânători a fost o unitate de nivel tactic, care s-a constituit la 14/27 august 1916, prin mobilizarea unităților și subunităților existente la pace aparținând de Batalionul 8 Vânători din armata permanentă, dislocat la pace în garnizoana Botoșani. :p. 130 
Regimentul a făcut parte din organica Diviziei 8 Infanterie. La intrarea în război, regimentul a fost comandat de locotenent-colonelul Alexandru Gorsky. Regimentul 8 Vânători a participat la acțiunile militare pe frontul românesc, pe toată perioada războiului, între 14/27 august 1916 - 28 ocotmbrie/11 noiembrie 1918.

Drapelul de luptă al regimentului fost decorat cu Ordinul „Mihai Viteazul”, clasa III:
„Pentru vitejia și avântul ce au arătat ofițerii cât și trupa acestui brav regiment, în luptele extrem de înverșunate ce au dat la Parajd, în Transilvania și pentru apărarea Văii Oituzului.”
Înalt Decret no. 17 din 10 ianuarie 1917:p.158

## Participarea la operații

### Campania anului 1916
În campania anului 1916 Regimentul 8 Vânători a participat la acțiunile militare în dispozitivul de luptă al Diviziei 8 Infanterie, participând la Operația ofensivă în Transilvania, Prima bătălie de la Oituz, A doua bătălie de la Oituz și Bătălia pentru București. 

### Campania anului 1917
În campania anului 1917 Regimentul 8 Vânători a participat la acțiunile militare în dispozitivul de luptă al Diviziei 8 Infanterie, participând la Bătălia de la Mărăști și A treia bătălie de la Oituz. În această campanie, regimentul a fost comandat de locotenent-colonelul Gheorghe Gurău.

### Campania anului 1918
În anul 1918 Regimentul 8 Vânători a făcut parte din Brigada 4 Vânători, din organica Diviziei 2 Vânători. :pp. 197-198

## Comandanți
- Colonel Alexandru Gorsky
- Locotenent-colonel Gheorghe Gurău

## Decorații
- Ordinul „Mihai Viteazul”, clasa III, 30 februarie 1917[4]:p. 158